# 2019年克什米尔地震
2019年克什米尔地震是指2019年9月24日发生于克什米尔地区的地震。该次地震震中位于巴基斯坦新米尔普尔以南3千米、阿扎德克什米尔首府穆扎法拉巴德以南140千米处（北纬33.106度，东经73.766度），震级为MW 5.6级、Ms 6.0级，震源深度约为10千米。
该次地震已导致40人死亡，另有至少850人受伤。该次地震为目前2019年发生的死亡人数最多的地震。该次地震已被美国地质调查局列入2019年显著地震列表。

## 发震背景
巴基斯坦处于印度洋板块和欧亚板块的交界处，其中，印度洋板块俯冲的整体速度相对于欧亚板块而言为30至50毫米/年。也正是这种构造运动逐年形成了喜马拉雅山脉。由于该地区是一个典型的俯冲带，因此断层类型很容易被判断为逆断层。在过去，曾有几次大地震发生在克什米尔地区，如1555年7.6级地震、1974年6.2级地震和2005年7.6级地震。
根据美国地质调查局分析，该次地震的机制与该地区的历史地震相同，为逆断层型。

## 参数测定
针对该次地震，各国机构测定的地震规模差异较大，范围自5.3级至6.0级不等。但针对于震源深度的意见相同，均为约10千米。
美国地质调查局测定，该次地震震中位于巴基斯坦新米尔普尔以南3千米处（北纬33.106度，东经73.766度），震级为MW 5.2级（随后上调至MW 5.6级）、mb 5.8级，震源深度约为10千米。欧洲地中海地震中心测定的震级较高，为MW 5.9级，震源深度同样为10千米。亥姆霍兹德国地球科学研究中心（GFZ）测得的震级为MW 5.3级，震源深度约为10千米。
中国地震台网测定的速报值为Ms 6.4级。而正式报中将震级修订为了Ms 6.0级，震源深度测定为约10千米。印度气象局和巴基斯坦气象部国家地震监测和海啸预警中心测得的震级分别为6.0级和5.8级。
设于北纬32.937度、东经73.770度、震中距为18.66千米的测站测得了最大的峰值地面加速度和最大的峰值地面速度，分别为0.1574个重力加速度和9.90厘米每秒，换算为修订麦加利地震烈度为6(VI)度。美国地质调查局通过上述数据推测出，该次地震的极震区的最大烈度为7(VII)度。

## 震害情况
受地震影响，巴基斯坦和印度北部均有震感。据伊斯兰堡居民称，震感虽然只持续了8秒至10秒，但摇晃程度十分可怕。美国地质调查局根据在线互联网震感调查页面收集到的400多件震感报告，推算出本次地震最大烈度为7(VII)度，与通过震源参数算得的烈度一致。
印度首都新德里同样震感强烈，有许多居民跑道街上避震。新米尔普尔城区内部分道路受损，许多车辆被毁。
美国地质调查局根据震源参数等因素对该次地震可能产生的震害情况进行了预测，结果为死亡人数在1至10人、经济损失为100万至1000万美元的可能性最大。然而，该次地震已导致40人死亡，另有至少850人受伤。